# Laternaria oculata
Laternaria oculata är en insektsart som först beskrevs av John Obadiah Westwood 1839.  Laternaria oculata ingår i släktet Laternaria och familjen lyktstritar. Inga underarter finns listade i Catalogue of Life.